# Shane Walsh
Shane Walsh je fiktivní postava z komiksové série Živí mrtví a je ztvárněn Jonem Bernthalem ve stejnojmenném americkém televizním seriálu. Již od střední školy je nejlepší přítel s Rickem Grimesem a chová city k jeho manželce, Lori Grimesové. Byl jedním členem ze skupiny přeživších z Atlanty, kteří měli vedle tohoto města svůj kemp. Zatímco si Lori myslí, že je její manžel zesnulý, má se Sheanem sexuální poměr. Když se Rick jako živý vrátí k rodině, Shane začne být vůči jejich vztahu žárlivý stejně jako vůči tomu, že Rick začal vést skupinu. Když Carl, syn Ricka, uvidí, že chce Shane jeho otce zabít, tak ho střelí a zabije. V televizním seriálu je naopak zabit Rickem.